# Адміністративний устрій Заставнівського району
Адміністративний устрій Заставнівського району — адміністративно-територіальний поділ Заставнівського району Чернівецької області на 1 міську, 1 селищну та 32 сільські ради, які об'єднують 39 населених пунктів та підпорядковані Заставнівській районній раді. Адміністративний центр — місто Заставна.

## Список громадЗаставнівського району
- Вікнянська сільська громада
- Заставнівська міська громада
- Кадубовецька сільська громада
- Кострижівська селищна громада
- Юрковецька сільська громада

## Список радЗаставнівського району
| №  | Назва                            | Центр              | Населені пункти              | Площа км² | Місце за площею | Населення (2001), чол. | Місце за населенням |
| -- | -------------------------------- | ------------------ | ---------------------------- | --------- | --------------- | ---------------------- | ------------------- |
| 1  | Бабинська сільська рада          | c. Бабин           | c. Бабин c. Вимушів c. Рудка |           |                 |                        |                     |
| 2  | Боянчуцька сільська рада         | c. Боянчук         | c. Боянчук                   |           |                 |                        |                     |
| 3  | Василівська сільська рада        | c. Василів         | c. Василів                   |           |                 |                        |                     |
| 4  | Васловівська сільська рада       | c. Васловівці      | c. Васловівці                |           |                 |                        |                     |
| 5  | Веренчанська сільська рада       | c. Веренчанка      | c. Веренчанка c. Яблунівка   |           |                 |                        |                     |
| 6  | Горішньошеровецька сільська рада | c. Горішні Шерівці | c. Горішні Шерівці           |           |                 |                        |                     |
| 7  | Дорошовецька сільська рада       | c. Дорошівці       | c. Дорошівці                 |           |                 |                        |                     |
| 8  | Задубрівська сільська рада       | c. Задубрівка      | c. Задубрівка                |           |                 |                        |                     |
| 9  | Малокучурівська сільська рада    | c. Малий Кучурів   | c. Малий Кучурів             |           |                 |                        |                     |
| 10 | Товтрівська сільська рада        | c. Товтри          | c. Товтри                    |           |                 |                        |                     |
| 11 | Чуньківська сільська рада        | c. Чуньків         | c. Чуньків                   |           |                 |                        |                     |
| 12 | Шубранецька сільська рада        | c. Шубранець       | c. Шубранець                 |           |                 |                        |                     |

* Примітки: м. — місто, с-ще — селище, смт — селище міського типу, с. — село